# ビヨム
ビヨム （Billom）またはビヨンは、フランス、オーヴェルニュ＝ローヌ＝アルプ地域圏、ピュイ＝ド＝ドーム県のコミューン。

## 地理
ビヨムの町は、リマニュ地方の平野、リヴラドワ山地の両方に接している。アンゴー川がコミューンを横切る。
クレルモン＝フェランからアンベールをつなぐ、県道997号線がコミューンを横断する。

## 歴史
硬貨の鋳造場所があったことから、町はメロヴィング朝時代からあったことが証明されている。サン・セルヌフの参事会が誕生したのは8世紀である。10世紀には町の2つめの教区、サン・ルーが誕生した。
ビヨムは中世から近代まで商業都市であった。フランス王国海軍の艦船で使用されるアサのロープがここで生産されていたのである。17世紀から18世紀始めにかけ、ビヨム経済は停滞した。ビヨムの衰退は19世紀まで続き、アサを材料とする生産は行われなくなった。1850年以降、ニンニク栽培が導入された。
1790年から1795年まで、郡庁所在地があった。
現在のビヨムは、クレルモン＝フェラン都市圏から影響を受ける地域である。クレルモンから30分のところに位置しているのが郊外化の利点となっている。美しい中世の中心街、町を囲む丘陵の美しさから、ここはクレルモン＝フェランへの入り口である。

## 人口統計
| 1962年 | 1968年 | 1975年 | 1982年 | 1990年 | 1999年 | 2006年 | 2012年 |
| ------ | ------ | ------ | ------ | ------ | ------ | ------ | ------ |
| 3300   | 3704   | 3968   | 4092   | 3968   | 4246   | 4575   | 4739   |

source=1999年までLdh/EHESS/Cassini、2004年以降INSEE

## 史跡
- サン・セルヌフ参事会教会 - ポワトゥーのゴシック様式。これまでの歴史で頻繁に変更が加えられている。地下納骨堂はロマネスク様式。12世紀の壁画が残っており、聖マルグリットの伝説と殉教の様子が描かれている。
- サン・ルー教会 - 14世紀から15世紀のゴシック様式。

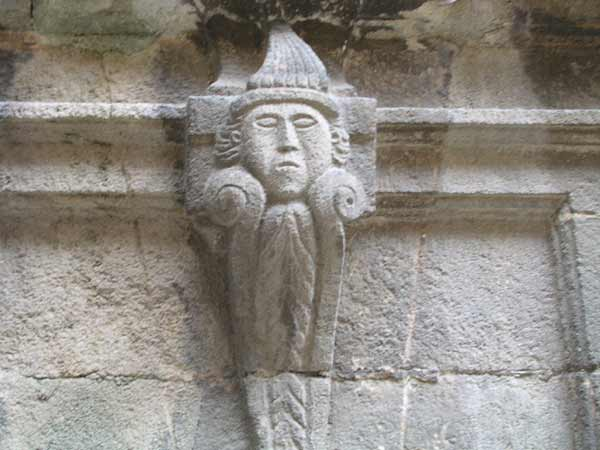
中世地区に残る顔の彫刻
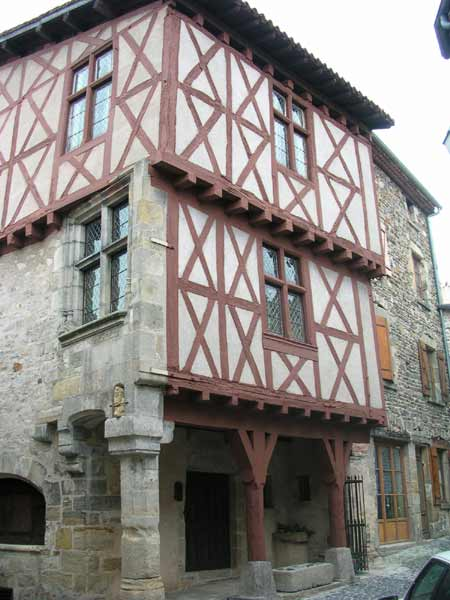
メゾン・ブーシェ
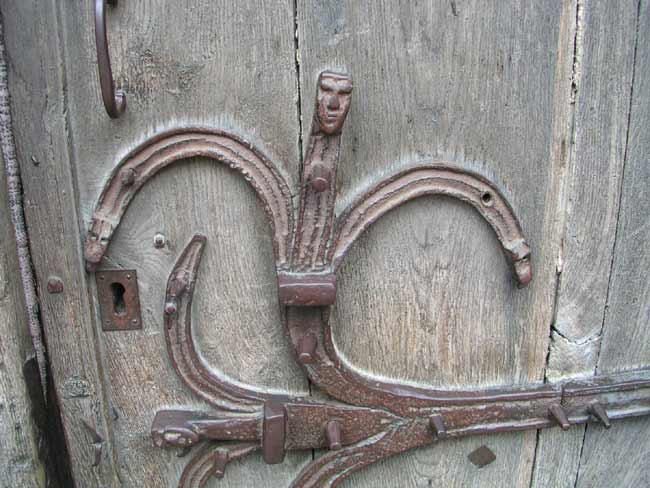
サン・セルヌフ教会入り口
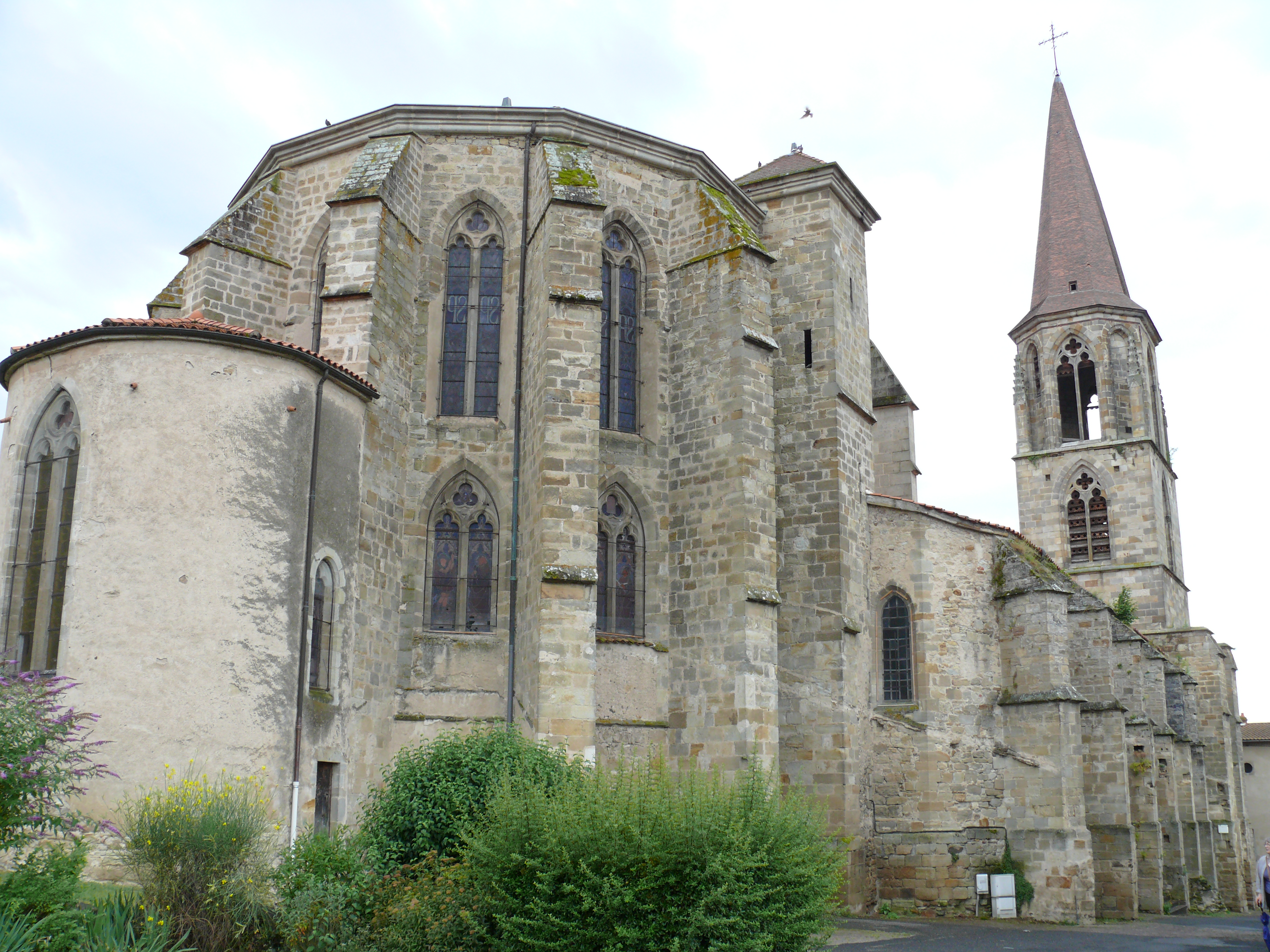
サン・ルー教会

## ゆかりの人物
- ユーグ・エスラン・ド・モンタギュー（fr） - ドミニコ会聖職者。枢機卿。
- ジョルジュ・バタイユ